# El Carrascal (métro de Madrid)
El Carrascal est une station de métro à Leganés, dans la communauté de Madrid, en Espagne. Ouverte le 11 avril 2003, elle est située sur la ligne 12 du métro de Madrid entre Julián Besteiro et El Bercial.